# Irene Genna
Irene Genna, née le 4 janvier 1931 à Athènes dans la périphérie d'Attique en Grèce et morte le 6 février 1986 à Rome dans la région du Latium en Italie, est une actrice d'origine grecque naturalisée italienne.

## Biographie
Irene Genna naît à Athènes en 1931 d'un père italien et d'une mère grecque. Elle grandit en Grèce ou elle fait ses études secondaires, avant de suivre sa famille en Italie. Elle fréquente le Teatro dell'Opera di Roma et suit des cours d'arts dramatiques auprès de l'actrice italienne Teresa Franchini.
Elle fait ses débuts dans la comédie I due orfanelli de Mario Mattoli en 1947. En 1949, elle obtient un rôle de premier plan dans le drame È primavera... de Renato Castellani, deuxième opus de la trilogie du réalisateur consacrée aux gens de condition modeste dans l'Italie d'après-guerre. Elle joue ensuite le rôle de la femme de Carlo Ninchi dans le film La Porteuse de pain (La portatrice di pane) de Maurice Cloche. En 1952, elle interprète le premier rôle du mélodrame Virginité (Verginità), le premier film de Leonardo De Mitri.
En 1953, elle tourne dans le biopic de Raffaello Matarazzo consacré au compositeur italien Giuseppe Verdi. En 1955, elle joue le rôle de Rosine, la comtesse Almaviva dans le drame Figaro, il barbiere di Siviglia de Camillo Mastrocinque inspiré par la pièce Le Barbier de Séville de Beaumarchais et par l'opéra Il barbiere di Siviglia de Gioachino Rossini et Cesare Sterbini.
En 1957, elle se marie à l'acteur italien Amedeo Nazzari avec qui elle a une fille, l'actrice Evelina Nazzari (it), qui naît en 1958. Irene Genna met alors fin à sa carrière. Elle décède à Rome en 1986 à l'âge de 55 ans.

## Filmographie

### Au cinéma
- 1947 : I due orfanelli de Mario Mattoli
- 1948 : Fifa e arena de Mario Mattoli
- 1948 : La sirena del golfo d'Ignazio Ferronetti
- 1948 : Ma chi te lo fa fare? d'Ignazio Ferronetti
- 1949 : Le due Madonne de Giorgio Simonelli et Enzo Di Gianni
- 1949 : La roccia incantata de Giulio Morelli
- 1950 : È primavera... de Renato Castellani
- 1950 : La Porteuse de pain (La portatrice di pane) de Maurice Cloche
- 1950 : Né de père inconnu de Maurice Cloche
- 1951 : Virginité (Verginità) de Leonardo De Mitri
- 1952 : Viva il cinema! d'Enzo Trapani
- 1952 : Papà ti ricordo de Mario Volpe
- 1953 : Viva la rivista! d'Enzo Trapani
- 1953 : Sua Altezza ha detto: no! de Maria Basaglia
- 1953 : Martin Toccaferro de Leonardo De Mitri
- 1953 : Finalmente libero de Ruggero Maccari
- 1953 : Amanti del passato d'Adelchi Bianchi
- 1953 : Verdi de Raffaello Matarazzo
- 1954 : L'esclave du péché (Schiava del peccato) de Raffaello Matarazzo
- 1955 : Figaro, il barbiere di Siviglia de Camillo Mastrocinque
- 1955 : Les Anges aux mains noires (La ladra) de Mario Bonnard
- 1956 :Storia di una minorenne de Piero Costa
- 1957 :Il tiranno del Garda d'Ignazio Ferronetti

### À la télévision

#### Séries télévisées
- 1959 : Il romanzo di un maestro de Mario Landi